# Astrid Varnay
Ibolyka Astrid Maria Varnay (Estocolmo, 25 de abril de 1918 — Munique, 4 de setembro de 2006) foi uma soprano dramática nascida na Suécia, e mais conhecida por seu trabalho nos Estados Unidos e Alemanha.
Seus pais era húngaros. Sua mãe era a famosa soprano coloratura Maria Javor, que fez muitas gravações, e seu pai era Alexander, um tenor spinto. A ópera e a música foram os negócios de sua família e Varnay cresceu nos bastidores das grandes casas de óperas do mundo. Seu pai foi um dos fundadores da Ópera Cómica do Teatro de Kristiania (atual Oslo).
Sua família se mudou de Nova Iorque para a Argentina, onde seu pai morreu aos 35 anos em 1924. Dois anos depois, sua mãe acabou se casando com o tenor Fortunato de Angelis. Varnay estudou para ser pianista, mas decidiu, aos dezoito anos de idade a ser cantora, tendo lições de canto com sua mãe.
Um ano depois ela começou a preparar papéis com o maestro e treinador Hermann Weigert no Metropolitan Opera. Aos vinte e dois anos de idade ela conhecia o repertório Húngaro, Alemão, Inglês, Francês e Italiano e seu repertório já incluía quinze papéis de soprano dramáticas, a maioria Wagneriana.
Astrid Varnay fez a sua estreia no Metropolitan Opera dia 6 de Dezembro de 1941 cantando o papel de Sieglinde em Die Walküre e Richard Wagner, substituindo Lorre Lehmann. Esta foi sua primeira performance no papel, e conseguiu agradar o público. Seis dias depois ela substituiu Helen Traubel, que estava doente, na mesma ópera. Varnay e Weigert se tornaram íntimos, e acabaram se casando em 1944. Nesse período ela estava tendo lições com Paul Althouse no Metropolitan Opera.
Em 1948 ela fez sua estréia no Covent Garden e em 1951 em Florença, ambos como Lady Machbeth na ópera Macbeth de Giuseppe Verdi. Neste mesmo ano ela fez sua estréia no Festival de Bayreuth, ela apareceu no festival nos dezessete anos seguintes, e no Metropolitan Opera até 1956.
Em 1969 ela começou a cantar o repertório mais pesado de soprano dramática e começou a cantar papéis de mezzo-sopranos. Retornou para o Metropolitan em 1974 e sua última aparição lá foi em 1979.
Sua última aparição foi em Munique, cinquenta e cinco anos após sua estréia. Em 1998 ela publicou sua autobiografia.
Astrid Varnay morreu aos 88 anos de idade em Munique.